# Fall Restrepo
Der Fall Restrepo ist eine Menschenrechtsverletzung, die in Ecuador stattgefunden hat, in der die Brüder Carlos Santiago und Pedro Andres Restrepo im Jahr 1988 verschwunden sind. Mehrere Beweise und Zeugenaussagen weisen darauf hin, dass die Jugendlichen von der Polizei auf brutale Art und Weise gefoltert und letztlich auch ermordet wurden. Anhand von Aussagen des Zeugen Hugo España, der sich erst Jahre später der Justiz stellte, konnte mehr über den Verlauf der Tat erfahren werden. Die Richtigkeit der Geständnisse Españas wurden in den letzten Jahren jedoch bezweifelt.

## Sachverhalt
Laut dem Vater der Opfer sind beide Brüder am frühen Morgen des 8. Januars 1988 mit dem Familienwagen losgefahren, um die jüngere Schwester bei einer Kinderparty abzuliefern. Nachdem sie wieder zu Hause angekommen waren, fuhren sie gegen 10:00 Uhr nach Quito, um einen Freund zu besuchen. Nachdem ist unklar, was passiert ist, die Brüder wurden nie wieder gesehen. Sie wurden vermutlich von der Polizei angehalten, da keiner einen Führerschein hatte. Danach sind sie dem Servicio de Inteligencia Criminal de Pichincha (SIC-P) übergeben worden (von denen sie mehrere Tage gefoltert wurden), hier war Hugo España als Beamter im Dienst. Nach einer seiner Aussagen wurde zuerst einer der Brüder gefoltert, bis er seinen Verletzungen erlag. Der zweite Bruder wurde angeblich nur zur Verdeckung der Tat ermordet.

### Suche 1988–2012
48 Stunden nach dem Verschwinden der Jungen starteten die Eltern mit Hilfe des Roten Kreuzes, der Polizei und anderer Gruppen eine große Suche, die weitgehend erfolglos blieb, die Minderjährigen waren nirgends zu finden.
In den nächsten 11 Monaten, nach dem Verschwinden der Jungen, erhielt die Familie nur unschlüssige, widersprüchliche und illegale Informationen seitens der Polizei. Dank den Äußerungen von Hugo España wurde mehr Licht auf die Ereignisse des 8. Januar 1988 geworfen. Die Leichen der Jungen wurden laut España, in den Tagen nach der Ermordung zuerst versteckt und dann in den See Yambo, in der Nähe von Quito geworfen. Die Leichen wurden auch diesmal nicht gefunden.
Das Auto, in dem die Brüder gefahren sind, wurde später in der Pacha Schlucht in der Nähe des Stadtteils El Batán gefunden. Es stellte sich im Nachhinein heraus, dass dies nur eine Inszenierung der Polizei hätte sein können. Es gab keine weiteren Hinweise auf den Verbleib der Jugendlichen.
Im Jahr 2011 gab es neue Hinweise auf einen möglichen Verbleib der Überreste der Brüder. Danach sollten die Körper in einem unbenannten Grab im Friedhof el Batán beigesetzt worden sein. Nach Angaben eines Friedhofsangestellten kamen um die Zeit der Suche nach den beiden Brüdern, im Jahr 1988, drei unbekannte Tote in den Friedhof.  Dies gab den Ermittlern Gründe, um die Äußerungen des Ex-SIC-P-Agenten Hugo España in Frage zu stellen. Am 30. Dezember 2011 wurde ein kurzes Interview mit dem Vater der beiden Opfer veröffentlicht, in diesem zweifelt er an der Möglichkeit, dass seine Söhne im Friedhof beigesetzt worden seien. Er sei sich aber sicher, dass man zumindest Hinweise auf andere verschwundene Personen finden könne. Am 10. Januar 2012 versicherte ein Sprecher der Staatsanwaltschaft, dass man die Ergebnisse der Untersuchungen an den ausgegrabenen Leichen in einem Monat veröffentlichen würde.

### Mögliche Teilnahme eines Ministeriums
Angeblich soll Koordination, vor allem zur Beweisunterschlagung, von einem hohen staatlichen Ministerium damals unter der Führung von Luis Robles Plaza gekommen sein, diese Meinung wurde vom Vater der Opfer damals und heute noch vertreten.
"Si no fuera así, ¿cómo se explicaría que toda una institución estatal a continuación coordinara una estrategia completa de encubrimiento?"
„Wie wollen sie sich sonst erklären, dass eine ganze staatliche Institution eine komplette Verdeckungsstrategie organisiert hat?“

### Verfahren

#### Gegen Polizisten
Laut Hugo Españas Äußerungen waren mehrere Polizisten mit dem Verschwinden und der Verdeckung des Mordes verwickelt. Von 1991 bis zu 1994 wurden deswegen mehrere Beamte der ecuadorianischen Polizei verhaftet und verurteilt.

#### Einsicht des Staates
Im Jahr 1990 nahm eine spezielle Kommission die Kontrolle über den Fall und mehrere Gerichtsverfahren wurden eingeleitet. Ohne jedoch am Ende mit einer Verantwortungserklärung des Staates für die Tat zu enden. Am 6. August 1997 schickte Pedro Restrepo (Vater) eine Klage gegen den ecuadorianischen Staat an die Kommission, die Klage wurde von der Kommission an den Staat, in Übereinstimmung mit den Vorschriften der Kommission, am 22. Januar 1998 weitergeleitet.
Am 14. Mai 1998 wurde eine Vereinbarung zur gütlichen Einigung von beiden Parteien (ecua. Staat u. Pedro Restrepo) unterschrieben.
Im 3. Punkt der Vereinbarung übernimmt der ecuadorianische Staat die volle Verantwortung:
"Con estos antecedentes, el Estado ecuatoriano ha reconocido ante la Comisión Interamericana de Derechos Humanos su culpabilidad en los hechos narrados y se ha obligado a asumir medidas reparadoras mediante el empleo de la figura del arreglo amistoso prevista en el Art. 45 del Reglamento de la Comisión Interamericana de Derechos Humanos."
„In diesem Zusammenhang, hat der ecuadorianische Staat vor der Interamerikanischen Kommission für Menschenrechte erklärt, dass er die Schuld in dem geschilderten Sachverhalt zu tragen hat und das er sich verpflichtet eine Wiedergutmachung nach dem Art. 45 der Vorschriften der Interamerikanischen Kommission für Menschenrechte einzuleiten.“

#### Entschädigung
Der Staat verpflichtete sich zudem zu einer einmaligen Entschädigung in Höhe von 2'000'000 USD. Hiermit sollten die moralischen und wirtschaftlichen Folgeschäden der Tat gedeckt werden. Der Betrag sollte an den Vater der Minderjährigen ausgezahlt werden.

## Verfilmung
Die jüngere Schwester der beiden Jungen, María Fernanda, drehte einen dokumentarischen Film über das Verschwinden ihrer Brüder. Der Titel des Films ist "Con mi Corazón en Yambo" "Mit meinem Herz in Yambo". Der Film kam am 14. Oktober 2011 in die ecuadorianischen Kinosäle. Im November 2011 war der Film im International Documentary Film Festival Amsterdam zu sehen.